# What's Happenin'
What's Happenin' è il primo singolo del rapper statunitense Method Man presente nell'album "Tical 0: The Prequel". È stato prodotto da DJ Scratchator e vi ha partecipato Busta Rhymes.

## Informazioni
La canzone non ha debuttato all'interno della Billboard Hot 100, ma ha raggiunto la posizione n.65 nella Hot R&B/Hip-Hop Songs. In Regno Unito ha raggiunto la posizione n.17.
Il testo è stato scritto dagli stessi Method Man e Busta Rhymes, mentre Diane Martel ha diretto il videoclip.

## Posizioni in classifica
| Chart (2004)                          | Posizione massima |
| ------------------------------------- | ----------------- |
| Billboard Hot R&B/Hip-Hop Songs (USA) | 65                |
| Official Singles Chart (UK)           | 17                |
| Irish Singles Chart (Irlanda)         | 42                |
| Germany Singles Top 100 (Germania)    | 82                |